# Oligocarpus
Oligocarpus es un género de plantas con flores perteneciente a la familia  Asteraceae. Comprende 4 especies descritas y solo 2 aceptadas.

## Taxonomía
El género fue descrito por Christian Friedrich Lessing y publicado en Syn. Comp. 90. 1832.

## Especies seleccionadas
A continuación se brinda un listado de las especies del género Oligocarpus aceptadas hasta junio de 2012, ordenadas alfabéticamente. Para cada una se indica el nombre binomial seguido del autor, abreviado según las convenciones y usos.
- Oligocarpus burchellii (Hook.f.) B.Nord.
- Oligocarpus calendulaceus (L.f.) Less.